# Mirjam Koen
Mirjam Koen (* 15. Juli 1948) ist eine niederländische Regisseurin, Theaterleiterin und Schauspielerin.

## Werdegang
Sie absolvierte die Werkplaats Kindergemeenschap und etablierte sich als Schauspielerin der ab 1973 in Rotterdam beheimateten Theatergruppe Onafhankelijk Toneel (OT). Ab 1980 betätigte sie sich dort als Regisseurin und künstlerische Leiterin zusammen mit dem Bühnenbildner, Regisseur und Autor Gerrit Timmers. Ab 1983 ergänzte der Choreograph und Tänzer Ton Lutgerink die nunmehr dreiköpfige Leitung des multidisziplinären Theaters, das sich unter anderem das Durchbrechen der Barrieren zwischen verschiedenen theatralen Kunstformen zum Ziel setzte.
Koen beschäftigte sich intensiv mit Anton Tschechow und Henrik Ibsen, deren Werke sie wiederholt inszenierte. In Zusammenarbeit mit Lutgerink führte sie auch Regie bei Tanz- und Pantomimeproduktionen. Mit der Uraufführung der Oper Orpheus’ dochter von Michael Nyman und Gerrit Timmers im Jahr 1988 machte sie sich auch einen Namen als Opernregisseurin. In dieser Funktion wirkte sie meist in Zusammenarbeit mit Timmers auch bei anderen Theatern. Kennzeichnend für die Arbeitsweise von Koen und das OT ist die Sprech-, Tanz- und Musiktheater mischende Inszenierung von Hamlet aus den Jahren 1996/97. 

## Auszeichnungen
- 1986: Albert van Dalsumprijs
- 1999: Prijs van de Kritiek